# Río Bengo
El río Bengo (o Zenza) es un corto río costero africano del norte de Angola, que tiene sus fuentes en las montañas Crystal y desemboca en el océano Atlántico, 20 km al norte de la capital nacional, Luanda, en la provincia de Bengo. El río tiene una longitud de  300 km con una cuenca de drenaje de 7370 km².
En el Bengo se ha construido el gran embalse de Kiminha. Hay varios lagos pequeños en los últimos 90 km del río, en su llanura de inundación, siendo los mayores los lagos Panguila, Quilunda y Lalama. La llanura de inundación del río Bengo es la fuente principal de la producción agrícola de Luanda.
Antes de que se construyese un acueducto en 1889, el agua potable obtenida del río Bengo era transportado a Luanda en barriles por barco.   Hoy día, grandes camiones cisterna suministran gran parte del suministro de agua de la ciudad moderna, cargados con bombas en el río.
Los manglares crecen en el estuario, cerca de su límite sur. En el río viven en estado salvaje cocodrilos, manatíes, patos y peces. La única industria de acuicultura en Angola es una de granja de tilapia en este río Bengo, en Kifangondo, en la provincia de Luanda.
El río ha sido escenario de varias batallas. En 1641, los portugueses se retiraron de allí cuando los neerlandeses capturaron Luanda. En 1873 los dembos que viven entre los ríos Bengo y Dande, lideraron un levantamiento contra los portugueses.  La batalla de Quifangondo en 1975 fue un punto importante en la guerra de la Independencia de Angola.